# La Porta
La Porta (korsisch A Porta) ist eine französische Gemeinde im Département Haute-Corse auf der Insel Korsika. Sie gehört zum Kanton Casinca-Fiumalto im Arrondissement Corte. Die Bewohner nennen sich Purtulani. Die Nachbargemeinden sind Quercitello im Norden und im Westen, Ficaja im Nordosten und Osten, Croce im Süden und Südosten sowie Castineta im Südwesten.

## Bevölkerungsentwicklung
| Jahr      | 1962 | 1968 | 1975 | 1982 | 1990 | 1999 | 2006 | 2014 |
| --------- | ---- | ---- | ---- | ---- | ---- | ---- | ---- | ---- |
| Einwohner | 401  | 358  | 422  | 248  | 196  | 242  | 209  | 204  |

## Sehenswürdigkeiten
- Kirche Saint-Jean-Baptiste, erbaut im 18. Jahrhundert, seit 1975 Monument historique
- Kapelle Saint-Louis

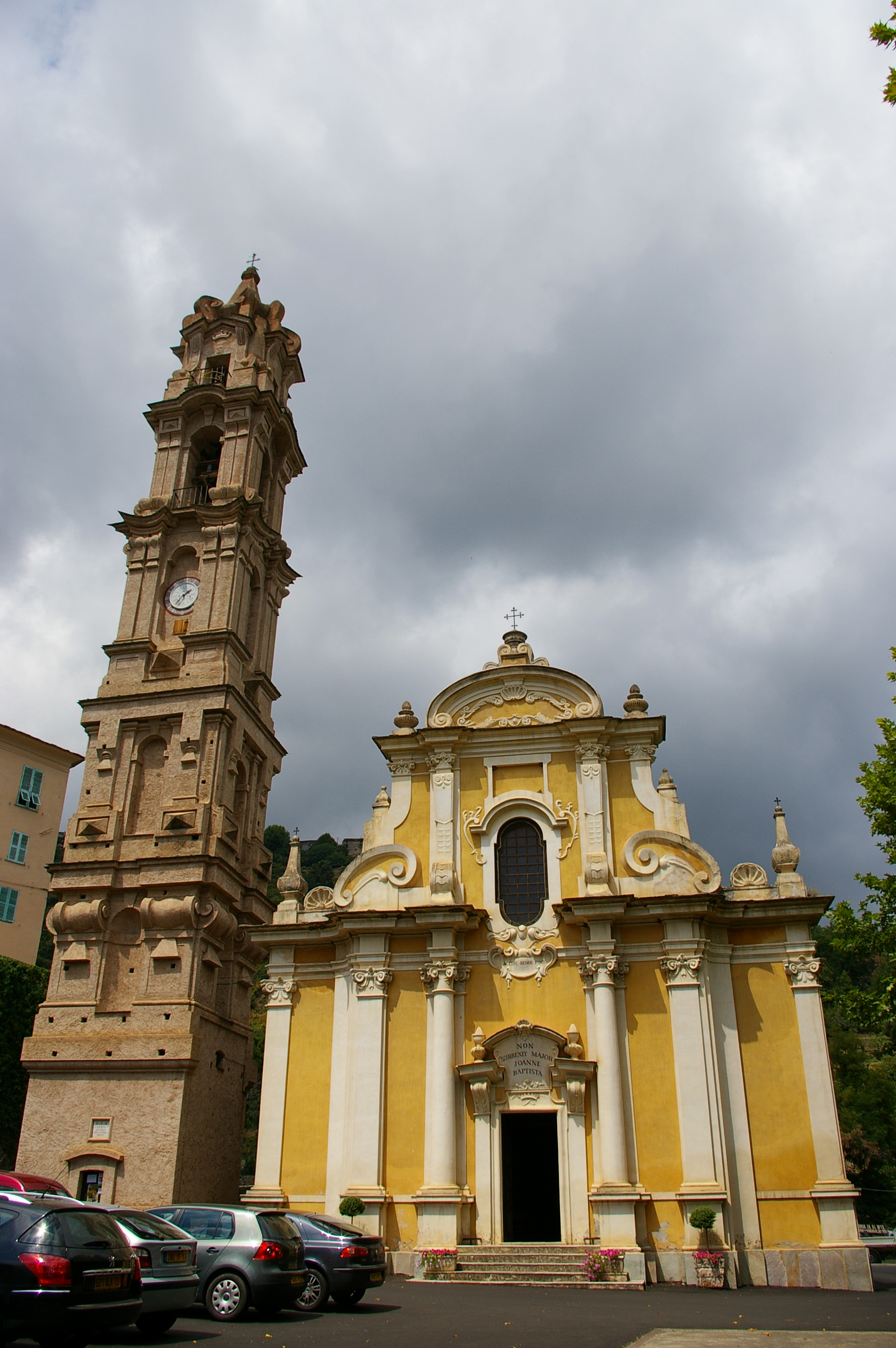
Kirche Saint-Jean-Baptiste
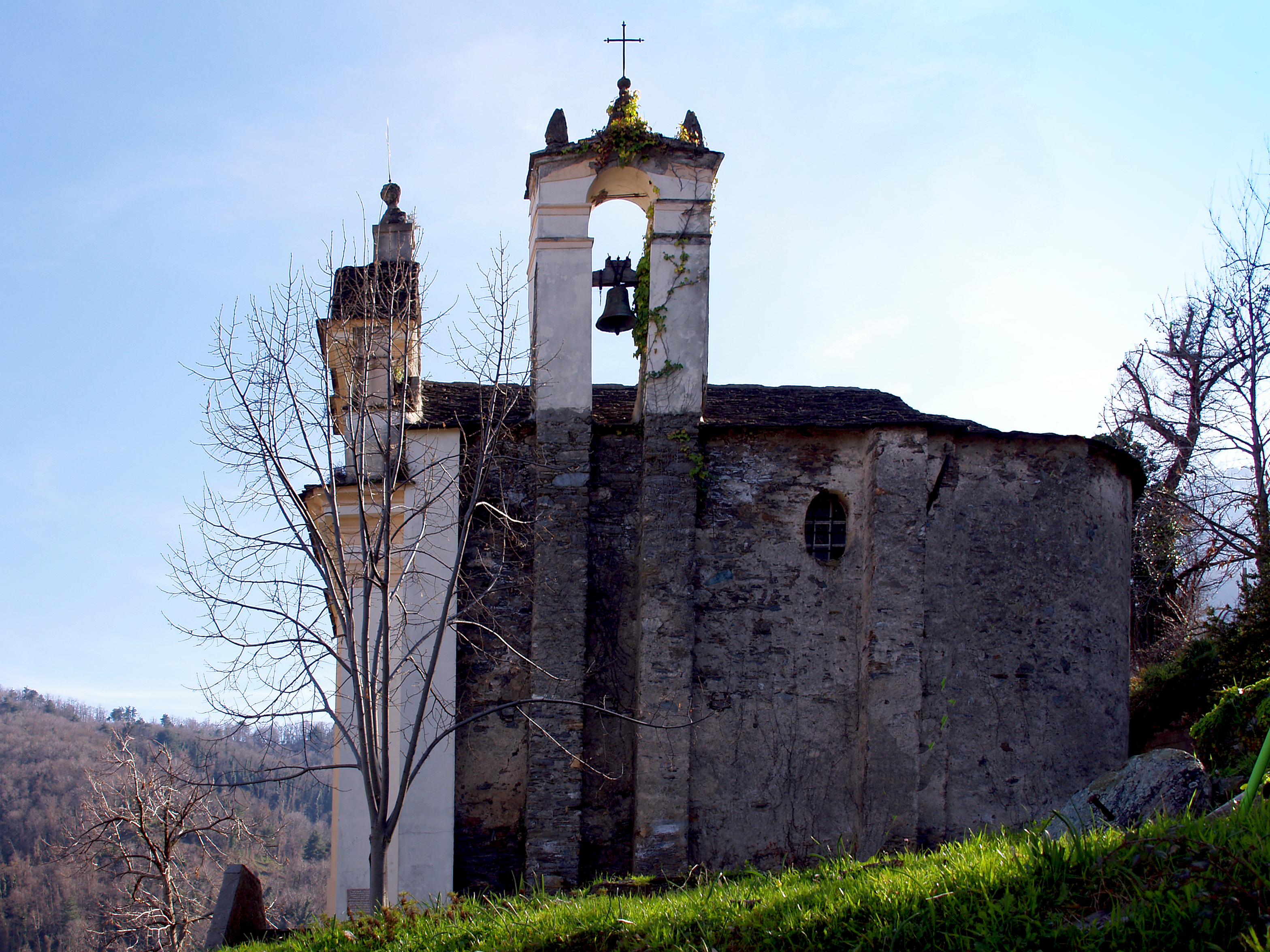
Kapelle Saint-Louis